# Farr West
Farr West är en stad i Weber County i Utah. Vid 2010 års folkräkning hade Farr West 5 928 invånare.